# تشارلي غريبوين
تشارلي غريبويت (20 ديسمبر 1969- 2 فبراير 1956) ممثل مسرح أمريكي فودفيل وممثل صوت وصامت وشخصثية كوميدية. من أشهر ادواره الجد في فيلم عناقيد الغضب (فيلم) عام 1940

## وصلات خارجية
- تشارلي غريبوين على موقع IMDb (الإنجليزية)
- تشارلي غريبوين على موقع الموسوعة البريطانية (الإنجليزية)
- تشارلي غريبوين على موقع ألو سيني (الفرنسية)
- تشارلي غريبوين على موقع ميوزك برينز (الإنجليزية)
- تشارلي غريبوين على موقع أول موفي (الإنجليزية)
- تشارلي غريبوين على موقع قاعدة بيانات برودواي على الإنترنت (الإنجليزية)
- تشارلي غريبوين على موقع قاعدة بيانات برودواي على الإنترنت (الإنجليزية)
- تشارلي غريبوين على موقع قاعدة بيانات الأفلام السويدية (السويدية)
- تشارلي غريبوين على موقع إن إن دي بي (الإنجليزية)
- تشارلي غريبوين على موقع قاعدة بيانات الفيلم (الإنجليزية)